# Pellaea tomentosa
Pellaea tomentosa är en kantbräkenväxtart som beskrevs av Roland Napoléon Bonaparte. Pellaea tomentosa ingår i släktet Pellaea och familjen Pteridaceae. Inga underarter finns listade.